# Hasaviurt
Hasaviurt (ru. Хасавюрт) este un oraș din Daghestan, Federația Rusă. În 2018 orașul Hasaviurt avea o populație de 141259 de  locuitori.